# Genetisches Matching
Unter genetischem Matching versteht man die Auswahl eines menschlichen Partners auf Grund genetischer Variablen.

## Forschungshintergrund
1974 entdeckte Lewis Thomas, dass es einen Zusammenhang zwischen der menschlichen Reproduktionsbiologie, Pheromonen bzw. Wirbeltierpheromone, dem individuellen Geruch eines Menschen und den Human Leukocyte Antigen (HLA)-Typen gibt. HLA-Gene, allgemein auch MHC-Gene genannt, spielen eine wichtige Rolle bei der Immunabwehr des Körpers gegen pathogene Mikroorganismen, indem sie kurze Peptide auf ihrer Oberfläche präsentieren und so die Immunantwort der T-Lymphozyten einleiten.
Zahlreiche Studien haben gezeigt, dass eine große MHC-Heterozygosität, also eine größere Anzahl verschiedener MHC-Gene, ein stärkeres Immunsystem zur Folge hat. Es wird angenommen, dass die extrem hohe Variabilität in den MHC-Genen zu Teilen durch den Selektionsdruck gegenüber Parasiten, durch die größere Resistenz des Nachwuchses gegenüber Krankheitserregern bei Heterozygosität der MHC-Gene und zur Vermeidung von Inzucht zustande gekommen ist. Es konnte gezeigt werden, dass die MHC-Gene tatsächlich den Körpergeruch beeinflussen. MHC-Moleküle konnten außer im Schweiß auch noch im Speichel, Urin und Blutplasma nachgewiesen werden. Ausgehend von zahlreichen Studien in Ratten, die einen eindeutigen Zusammenhang zwischen möglichst großer MHC-Heterozygosität und der Partnerwahl gezeigt haben, welcher über den Körpergeruch übertragen wird, wurde dies im Anschluss auch für die Partnerwahl beim Menschen postuliert.

## Studienergebnisse und praktische Konsequenzen
Studien über den Einfluss von MHC-Genen auf die Partnerwahl beim Menschen befassen sich mit Geruch, Gesichtssymmetrie und Erhebungen über genetische Tests an verheirateten Paaren. In einer Studie von Claus Wedekind und Kollegen  wurde die Abhängigkeit der MHC-Gene und der Attraktivität des Körpergeruchs eines potentiellen Partners getestet. In der Studie wurde zunächst bei 49 Frauen und 44 Männern eine HLA-Typisierung vorgenommen. Die Männer haben dann in zwei aufeinander folgenden Nächten ein T-Shirt getragen und den Frauen wurde am folgenden Tag eine Auswahl von 6 dieser T-Shirts vorgelegt. Dabei hat sich gezeigt, dass die Frauen den Geruch umso angenehmer empfanden, je unterschiedlicher ihre MHC-Gene zu denen des T-Shirt-Trägers waren. In einer weiterführenden Studie wurde dann gezeigt, dass sowohl Frauen als auch Männer den Körpergeruch von Personen umso angenehmer empfanden, je größer die Unterschiede ihrer MHC-Gene sind. Eine andere Studie untersuchte die MHC-Kompatibilität von 411 verheirateten Paaren der Hutterer, einer aus Europa stammenden abgeschotteten, religiösen Gemeinschaft in den USA. Dabei zeigte sich, dass verheiratete Paare eher unterschiedlichere MHC-Typen besitzen als es statistisch bei zufälliger Verteilung zu erwarten wäre.
Laut einigen Studien spielt das genetische Matching bei der Partnerwahl eine Rolle. Das genaue Ausmaß des Einflusses, die Wechselwirkungen mit sozialen und kulturellen Komponenten sowie der Einfluss von oralen Kontrazeptiva, ist noch Gegenstand aktueller Forschung. Laut der bislang größten Studie zu dem Thema aus dem Jahr 2020 ist jedoch das Immunsystem von Verheirateten nicht unterschiedlicher als das von zufällig zusammengestellten Paaren. Das Überprüfen der MHC-Gene durch Riechen scheint also für die Partnerwahl eine geringere Rolle zu spielen als durch andere Studien bis jetzt erwiesen schien, zumindest wenn es um langfristige Beziehungen geht.

## Weitere Einflussfaktoren
Untersuchungen der amerikanischen Anthropologin Helen Fisher weisen hypothetisch auf vier verschiedene Persönlichkeitstypen hin, deren genetisch veranlagte neurohormonelle Regulation jeweils von einem von vier Neurohormonen dominiert wird.
- Ein vom Serotonin dominierter Typ wird von Fisher als Gründer bezeichnet. Zwei Gründer ziehen einander an und haben Aussicht auf eine harmonische Partnerschaft.
- Den vom Dopamin dominierten Typ nennt sie Entdecker, wobei zwei Partner dieses Typs einander ebenfalls attraktiv finden und harmonieren.
- Dem dritten Typ, der vom Testosteron dominiert wird, gab sie den Namen Wegbereiter.
- Den vierten vom Östrogen dominierten Typ nennt sie Diplomat.

Die beiden letztgenannten fühlen sich vom jeweils anderen Typ angezogen. Untersuchungen zeigten, dass die hinsichtlich dieser Typologie zueinander passenden Partner einander auch über Duftstoffe in der Haut und im Speichel erkennen. Die von der Anthropologin ermittelten vier Typen scheinen mit den in der Temperamentenlehre beschriebenen Temperamenten zu korrelieren, sie können den vier Temperamenten aber nicht eindeutig zugeordnet werden.